# 奥田町 (名古屋市)
奥田町（おくだまち）は、愛知県名古屋市中区の地名。

## 歴史

### 町名の由来
慶長年間に中島郡奥田村の久左衛門なる人物が村を成したことによる。

### 沿革
- 江戸時代 - 名古屋城下町続きの町であり、名古屋新田に含まれた[4]。
- 1878年（明治11年）12月20日 - 名古屋区成立に伴い、同区奥田町となる[4]。
- 1889年（明治22年）10月1日 - 名古屋市成立に伴い、同市奥田町となる[4]。
- 1908年（明治41年）4月1日 - 中区に編入[1]。
- 1933年（昭和8年）7月1日 - 大部分が菊里町に編入される[1]。
- 1947年（昭和22年）5月1日 - 青木町・王子町にそれぞれ編入され消滅[1]。

### 字一覧
1932年（昭和7年）愛知県教育会発行『明治十五年愛知県郡町村字名調』による名古屋区奥田町の字。
- 西塚（にしつか）[5]
- 塚越（つかごし）[5]
- 五反田（ごたんだ）[5]